# Birdsboro (Pennsylvanie)
Birdsboro est un borough situé au centre du comté de Berks, en Pennsylvanie, aux États-Unis,. En 2010, il comptait une population de 5 163 habitants. Il est incorporé le 11 juillet 1872.
Birdsboro est le lieu de naissance de Daniel Boone.

## Démographie
Lors du recensement de 2010, le borough comptait une population de 5 163 habitants. Elle est estimée, le 1er juillet 2019, à 5 121 habitants.

### Source de la traduction
- (en) Cet article est partiellement ou en totalité issu de l’article de Wikipédia en anglais intitulé « Birdsboro, Pennsylvania » (voir la liste des auteurs).